# Зеда-Чкепи
Зеда-Чкепи (груз. ზედა ჭყეპი) — село в Грузии, на территории Ткибульского муниципалитета края (мхаре) Имеретия.

## География
Село находится в западной части Грузии, на правом берегу реки Цкалцителы, на расстоянии 25 километров к западу от города Ткибули, административного центра муниципалитета. Абсолютная высота — 410 метров над уровнем моря.

## Население
По результатам официальной переписи населения 2014 года, в Зеда-Чкепи проживал 91 человек (42 мужчины и 49 женщин). В национальной структуре населения грузины составляли 98,9 %, русские — 1,1 %.
| Год  | Население, человек |
| ---- | ------------------ |
| 2002 | 127                |
| 2014 | ↘ 91               |